# Rubus macrostachys
Rubus macrostachys är en rosväxtart som beskrevs av P. J. Müll.. Rubus macrostachys ingår i släktet rubusar, och familjen rosväxter. Inga underarter finns listade i Catalogue of Life.